# دونالد اف اشتاینر
 دونالد اف اشتاینر (انگلیسی: Donald F. Steiner؛ زادهٔ ۱۹۳۰) یک زیست شیمیدان اهل ایالات متحده آمریکا است. وی برنده جایزه ولف در پزشکی شده‌است.